# Publio Ventidio Basso
Publio Ventidio Basso (in latino Publius Ventidius Bassus; Asculum, 90 a.C. circa – prima del 27 a.C.) è stato un politico e generale romano.
Originario del Piceno, divenne uno dei principali luogotenenti di Marco Antonio, dimostrando ottime qualità militari soprattutto durante la guerra di Modena e la campagna partica del 39-38 a.C. durante la quale inflisse ripetute e pesanti sconfitte ai Parti, vendicando la sconfitta di Crasso a Carre del 53 a.C.

## Biografia

### Origini e difficoltà iniziali
Publio Ventidio Basso, originario del Piceno, era un cittadino ascolano come riferisce lo storico Sebastiano Andreantonelli, nel Libro IV della Historiae Asculanae, testo in cui dedica una particolare attenzione alla sua figura. L'autore lo identifica come il figlio del comandante militare Publio Ventidio Basso Senior e cita un passo del "de pudicitia" di Antonio Bonfini in cui questi dice che Ventidio ebbe la cittadinanza ascolana. La tradizione antica ha spesso evidenziato le presunte oscure e modeste origini del futuro capo militare, ma Andreantonelli nella sua opera dichiara di voler correggere chi attribuì al generale "umili origini" poiché egli in realtà avrebbe avuto natali distinti quale figlio di un pretore dell'esercito italico durante la guerra sociale.
Secondo Balena ha descritto il profilo del padre Publio Ventidio Basso Senior, definendolo come «originario di Osimo ed ascolano di elezione», luogotenente di Quinto Poppedio Silone e Gaio Papio Mutilo, i due comandanti in capo degli eserciti italici durante la guerra contro Roma. Il padre di Ventidio Basso avrebbe preso parte, sotto il comando di Tito Lafrenio e Gaio Judacilio ai combattimenti nel Piceno durante i quali sconfissero nei pressi di Falerone nel 90 a.C.  Gneo Pompeo Strabone che fu costretto a ripiegare nella città di Fermo.
Giuseppe Marinelli riferisce di come nelle fonti latine sia raccontato che Ventidio, catturato ancora bambino dopo la distruzione di Ascoli Piceno, fu fatto sfilare insieme alla madre vedova durante il trionfo di Pompeo Strabone dell'89 a.C. A Roma visse la sua infanzia nella povertà, condizione che non gli impedì di ricevere una buona istruzione. Durante il periodo adolescenziale la sua occupazione fu quella del modesto garzone addetto allo stallaggio, seguita da quella del mulattiere; commerciò muli, animali utili per gli equipaggi degli ufficiali dell'esercito, e si dedicò all'attività di trasporto. Queste nuove circostanze lavorative determinarono un progressivo miglioramento delle sue possibilità economiche. Fu in questo periodo che entrò in contatto con Giulio Cesare, che lo notò e lo arruolò fra i suoi uomini. Ventidio si guadagnò la stima di Cesare e combatté al suo fianco: tale amicizia gli consentì l'accesso al rango senatorio. In seguito, fu tribuno della plebe ed anche pretore, pontefice e console.

### Carriera politica
Concurrite omnes augures, haruspices!
Portentum inusitatum conflatum est recens:
nam mulos qui fricabat, consul factus est.»
È avvenuto proprio adesso un prodigio straordinario:
quello che strigliava i muli è stato eletto console!»
(Aulo Gellio, Le notti attiche, XV 4)
Entrò a far parte dell'esercito di Gaio Giulio Cesare durante la conquista della Gallia. In seguito fece carriera politica essendo favorito prima da Cesare, diventando pretore nel 44 a.C., per la lealtà mostrata durante la guerra civile e poi da Marco Antonio dopo la morte del dittatore.
Divenne console suffetto per volere di Antonio, nel 43 a.C.,. Dopo che quest'ultimo partì per l'Egitto nel 41 a.C. Ventidio fece poco o nulla per prestare aiuto al fratello, Lucio Antonio o alla moglie Fulvia contro Ottaviano durante la seconda guerra civile, tanto che si pensa abbia solo eseguito l'ordine di non intervenire da parte dello stesso Marco Antonio.

### Campagne militari
(Tacito, Germania, XXXVII, 4)
Chiamato ad Oriente da Antonio nel 39 a.C., condusse, da solo per la prima volta, una campagna militare contro i Parti con notevole successo. Si racconta che Ventidio, percorsa l'Asia romana, venne a contatto con le armate di Quinto Labieno e dei Parti, che riuscì a battere separatamente presso il monte Tauro: prima la cavalleria partica, poi Labieno che morì in seguito. Ottenuta questa importante vittoria, inviò la cavalleria romana, guidata da un certo Pompedio Silo, fino al passo del Mons Amanus (l'attuale Giaour Dagh, che separa la Cilicia dalla Siria) dove si trovava un'importante guarnigione nemica, ma questi fu sorpreso dalle truppe dei Parti guidate da Franapate, luogotenente di Pacoro I, che per poco non ne avrebbero fatto strage se Ventidio non fosse intervenuto in tempo. Anche questa volta il generale romano riuscì a battere le truppe dei Parti ed a respingere il loro nuovo attacco. Ventidio riuscì poco dopo a riconquistare la Siria e ad aiutare Erode nella sua conquista del regno di Giudea. Trascorse in Siria l'inverno del 39-38 a.C., senza ricevere nessun riconoscimento ufficiale da parte del Senato.
L'anno successivo Ventidio continuò la campagna contro i Parti riuscendo a battere, in occasione dell'anniversario della battaglia di Carre (9 giugno del 38 a.C.), Pacoro I ed il suo luogotenente Franapate, presso Gindaro (Cyrrhestica), a 50 km ad est di Antiochia. Così scrive Plutarco:
(Plutarco, Vite parallele - Marco Antonio, 34)
In seguito a questa nuova disfatta, i Parti furono costretti a riportare il confine al fiume Eufrate, rinunciando così alle sponde del mar Mediterraneo, mentre Ventidio fu mandato a Roma per celebrare il meritato trionfo, guadagnandosi la fama di essere stato il primo generale romano a sconfiggere l'impero partico.
L'Andreantonelli ricorda, inoltre, che il trionfo sui Parti di Ventidio fu celebrato da innumerevoli autori, tra cui Plutarco ed Appiano, ma che la sua figura fu anche criticata da Cestio Pio e da Cicerone. Quest'ultimo nelle Filippiche lo cita più volte come chi visse in uno stato d'indigenza e fu “mulattiere militare addetto ai rifornimenti”. Planco, a sua volta, criticò Cicerone per queste affermazioni ritenendo che egli lo considerasse suo nemico. Ventidio, infatti, fu l'unico che pensò e tentò di arrestarlo durante la campagna denigratoria che questi ordì nella città di Roma contro Antonio, dopo la morte di Cesare. Di ciò riferisce solo Appiano.
Lo storico ascolano riporta, inoltre, che Ventidio era anche noto per le ricchezze accumulate durante la vita e di avere la fama della signorilità unita al fasto delle sue residenze di Roma e nell'agro di Tivoli. Quest'ultima villa appartenne anche al figlio Gaio Basso.
Dagli scritti di Cassio Dione si apprende che il console visse nella città di Roma in un elegante palazzo che ristrutturò dopo la devastazione di un incendio. Ne arricchì il pregio sistemandovi molte statue avute in prestito da Cesare. Dione precisa che Ventidio non le rese indietro quando Cesare stesso (Ottaviano: Dione sistematicamente lo chiama Cesare, spiegandone le ragioni) ne chiese la restituzione adducendo di non avere schiavi sufficienti per il trasporto e lo invitò a provvedere con i suoi servitori. Cesare lasciò che Ventidio le trattenesse e rinunciò a riaverle per il timore di essere accusato di peculato.
La sua morte fu accolta da tutti con dolore e fu onorato con un funerale pubblico, le dame romane, per l'accaduto, vestirono il colore del lutto.
Del generale romano, come ricorda Sebastiano Andreantonelli, colpisce la particolare singolarità del destino, che lo volle trionfatore nella stessa Roma che da bambino lo vide prigioniero ed umiliato in catene davanti al carro di Strabone.

## Effigi di Ventidio Basso nella città di Ascoli Piceno
Ad Ascoli Piceno la memoria di Ventidio Basso è stata ricordata da Antonio Migliori, uomo erudito ed antiquario, che commissionò la realizzazione di una statua di marmo dedicata al vincitore dei Parti. Alla base dell'opera aggiunse il testo di questo epigramma:
«P. VENTIDIO. P. VENTIDII. F. BASSO. PRIMA. SVB. C. IVLIO CAESARE. IN GALLIIS. STI. PENDIA. MERITO. PONT. MAX. PRAETORI. SIMVL. ET. EODEM. ANNO. IN. OCTAVIANI. AVG. LOCVM. COS. SVFFECTO. M. ANTONII. IIIVIRI. LEGATO. M. LICINII. CRASSI. NECIS. VINDICI. PACORI. ORODIS. REGIS. F. INTERFECTORI. PRIMO. DE. PARTHIS. GLORIOSISSIMO. TRIVMPHATORI. ANTONIVS. MELIORIVS. ASCVLANVS. AD. TANTI. IMPERATORIS. MEMORIAM. RENOVANDAM. CIVIVMQVE. ANIMOS. AD. AEMVLATIONEM. EXCITNDOS. STATVAM. HANC. MARMOREAM. EREXIT. ANNO. DOMINI. MDCXV.»
interpretato come:
«P(ublio). VENTIDIO. P(ublii). VENTIDII. F(filio). BASSO. PRIMA. SVB. C(aio). IVLIO CAESARE. IN GALLIIS. STI. PENDIA. MERITO. PONT(ifici). MAX(imo). PRAETORI. SIMVL. ET. EODEM. ANNO. IN. OCTAVIANI. AVG(usti). LOCVM. CO(n)S(uli). SVFFECTO. M(arci). ANTONII. IIIVIRI. LEGATO. M(arci). LICINII. CRASSI. NECIS. VINDICI. PACORI. ORODIS. REGIS. F(ilii). INTERFECTORI. PRIMO. DE. PARTHIS. GLORIOSISSIMO. TRIVMPHATORI. ANTONIVS. MELIORIVS. ASCVLANVS. AD. TANTI. IMPERATORIS. MEMORIAM. RENOVANDAM. CIVIVMQVE. ANIMOS. AD. AEMVLATIONEM. EXCIT(a)NDOS. STATVAM. HANC. MARMOREAM. EREXIT. ANNO. DOMINI. MDCXV.»
e tradotto:
«A Publio Ventidio Basso, figlio di Publio Ventidio, che iniziò la carriera militare sotto Giulio Cesare nelle Gallie, pontefice massimo, contemporaneamente pretore e nel medesimo anno console sostituto in luogo di Ottaviano Augusto, legato al triumviro Marco Antonio, vendicatore della morte di Licinio Crasso, uccisore di Pacoro, figlio di Orode, primo gloriosissimo trionfatore sui Parti, Antonio Migliori ascolano, per rinnovare la memoria di un così grande generale e per incitare gli animi dei cittadini all'emulazione, eresse questa statua marmorea nell'anno del Signore 1615.».
L'Andreantonelli narra anche dell'esistenza di un simulacro che aveva visto custodito presso la chiesa di Sant'Ilario in cui erano ritratti i consoli Ventidio Basso e Lucio Tario Rufo, anch'egli ascolano, con le mani unite. La pietra monumentale fu spezzata e distrutta da ignoti che credevano che al suo interno si celasse un tesoro. Lo storico riporta il testo dell'iscrizione che vi si leggeva: «P. VENTIDIVS. L. TARIVS»  «Publio Ventidio, Lucio Tario».
Nella Pinacoteca civica di Ascoli è conservato ed esposto il busto del generale romano eseguito, in marmo bicolore, dallo scultore Serafino Tramezzini e donato alla galleria comunale nell'anno 1883. Si tratta di un'opera giovanile dell'artista che volle celebrare la memoria di Ventidio Basso ritraendolo con la toga e connotando la sua espressione dei tratti che egli intuì con la sua immaginazione.
Al ricordo del tribuno che salì i gradi della gerarchia militare romana la città di Ascoli Piceno ha intitolato a suo nome una piazza del centro storico ed il teatro comunale.

## Denario di Ventidio Basso
Di Ventidio Basso è noto un denario: al dritto è raffigurata la testa di Marco Antonio e c'è la legenda M · (ANT) IM · III · V · R · P [· C], cioè Marco Antonio, imperatore, triumviro per la restaurazione della repubblica, che era la carica ricoperta in quel momento da Marco Antonio. A sinistra è raffigurato un lituo. Il lituo fa riferimento alla appartenenza al collegio degli auguri ed è presente anche in altre monete del triumviro.
Al rovescio la legenda [P] VE(NT)IDI(VS) PO(NT) IMP è intorno a una figura giovanile che indossa una clamide: Nella mano sinistra tiene uno scettro e nella mano destra un ramo di ulivo. La figura al rovescio è interpretata da alcuni autori come Iuppiter Victor. Gaetano De Minicis, un autore che ha scritto nel XIX secolo un testo sulla Numismatica ascolana ipotizza che la figura raffigurata al rovescio sia Antonio stesso.
La coniazione dovrebbe aver avuto luogo in una zecca al seguito dell'esercito al comando di Ventidio nell'oriente, nel 39 a.C..
Questa moneta è stata oggetto di una monografia pubblicata nel 1960 da Theodore V. Buttrey Jr., un numismatico statunitense, nella serie Museum Notes della American Numismatic Society.
Nel XVI e XVII secolo sono state anche attribuite a Ventidio Basso alcune medaglie di cui però non si hanno notizie posteriori.